# Епес
Епес (англ. Epes) — місто (англ. town) в США, в окрузі Самтер штату Алабама. Населення — 272 особи (2020).

## Географія
Епес розташований за координатами 32°41′28″ пн. ш. 88°7′37″ зх. д. / 32.69111° пн. ш. 88.12694° зх. д. (32.691249, -88.126852). За даними Бюро перепису населення США в 2010 році місто мало площу 4,97 км², уся площа — суходіл.

## Демографія
Згідно з переписом 2010 року, у місті мешкали 192 особи в 83 домогосподарствах у складі 53 родин. Густота населення становила 39 осіб/км². Було 108 помешкань (22/км²).
Расовий склад населення:
| - 91,1 % — чорних або афроамериканців - 8,9 % — білих |

До двох чи більше рас належало 0,0 %. Частка іспаномовних становила 0,0 % від усіх жителів.
За віковим діапазоном населення розподілялося таким чином: 26,0 % — особи молодші 18 років, 59,4 % — особи у віці 18—64 років, 14,6 % — особи у віці 65 років та старші. Медіана віку мешканця становила 40,8 року. На 100 осіб жіночої статі у місті припадало 113,3 чоловіків; на 100 жінок у віці від 18 років та старших — 94,5 чоловіків також старших 18 років.
Середній дохід на одне домашнє господарство становив 34 228 доларів США (медіана — 25 000), а середній дохід на одну сім'ю — 47 887 доларів (медіана — 32 917). За межею бідності перебувало 24,8 % осіб, у тому числі 52,2 % дітей у віці до 18 років та 23,5 % осіб у віці 65 років та старших.
Цивільне працевлаштоване населення становило 51 осіб. Основні галузі зайнятості: освіта, охорона здоров'я та соціальна допомога — 45,1 %, виробництво — 11,8 %, оптова торгівля — 7,8 %, транспорт — 5,9 %.

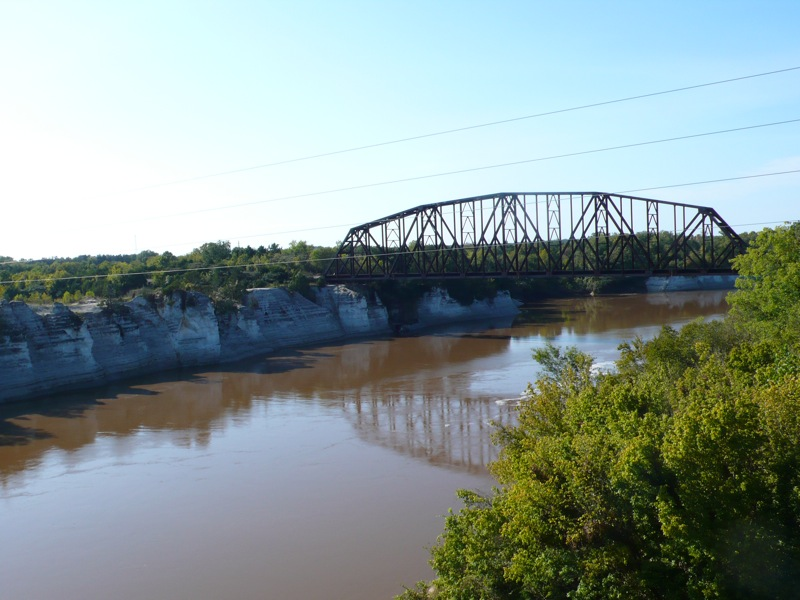
Залізничний міст поблизу Епеса